# 女神さまと私
『女神さまと私』（めがみさまとわたし）は、波津彬子による日本の漫画作品。副題は『レジェンド・オブ・エキゾチカ』。
『月刊フラワーズ』（小学館）にて2008年6月号から2010年3月号まで連載された。増刊号の『凛花』（同）に番外編が2話掲載された。単行本は全2巻。

## あらすじ
遺跡発掘調査を後援していた祖父の影響で幼い頃から何度もエジプトへ行ったことのあるイーディス。だが、発掘される遺跡やミイラが気持ち悪くて、今やすっかり大の考古学嫌いになってしまった。ある日、今にも死にかけている一匹の子猫をライラと名づけ育てることに決めた。何と、その猫はブバスティスの女神バステトの化身であった。ライラは、イーディスの幸せのためにその魔力を働かせる……。

## 登場人物
ライラ
頭頂部にライラック・タビー（縞模様）があることからこの名前が付けられた。ミイラを思い出させる貧相な顔をしている。母猫は雑種だがエジプト猫の血を継ぐ。乳を吸う力が弱く死にかけていたが、イーディスがつきっきりで面倒を見て元気に成長中。バステトの化身であり、イーディスを悪蛇アポピスから守ろうと、夢で危険を知らせようとするなどし、無礼な言葉をかけられると密かに仕返しをする。イーディスを巫女、マーカスを神官と見込む。
イーディス・オルフォード
美人。考古学を嫌い、兄が家に埃っぽいものを持ち込むことさえ嫌がる。婚約者がいたが、ライラの力で彼の下心が露となり破談となった。その件がきっかけとなり、もう少し世間を知ろうと、大学の考古学研究室で資料整理の仕事をすることに。ライラが夢で危険信号を出したり啓示を与えるが、鈍感で気づかない。
マーカス・オルフォード
イーディスの兄。大学の研究室でエジプト考古学を研究している。猫は皆バステト神の末裔であるからと、ライラを女神様と呼ぶ。
バターズビー
大学の研究棟の管理人。ミイラのような顔。ネズミが嫌い。
ヴィンセント・グレイ
大学教授。バターズビーの紹介で大学に勤めることになったので、頭が上がらない。
ヘンリー・オルフォード
イーディスとマーカスの祖父。2人をよくエジプトへ連れて行った。妻のダイアナには霊感があった。大学にエジプト考古学の研究棟を寄贈した。
ジェラルディン・マグダカート
考古学を科学的な面から研究する。美人。ヴィンセントとは旧知の仲。好みのタイプはオシリス似の男性で、ミイラに似ていないとほとんど目に入らない。

## 書誌情報
- 波津彬子 『女神さまと私』 小学館〈フラワーコミックススペシャル〉、全2巻、A5判
  1. 2009年5月8日発売、ISBN 978-4-09-132537-2
  2. 2010年7月9日発売、ISBN 978-4-09-133285-1